# 圣罗格堂 (巴黎)

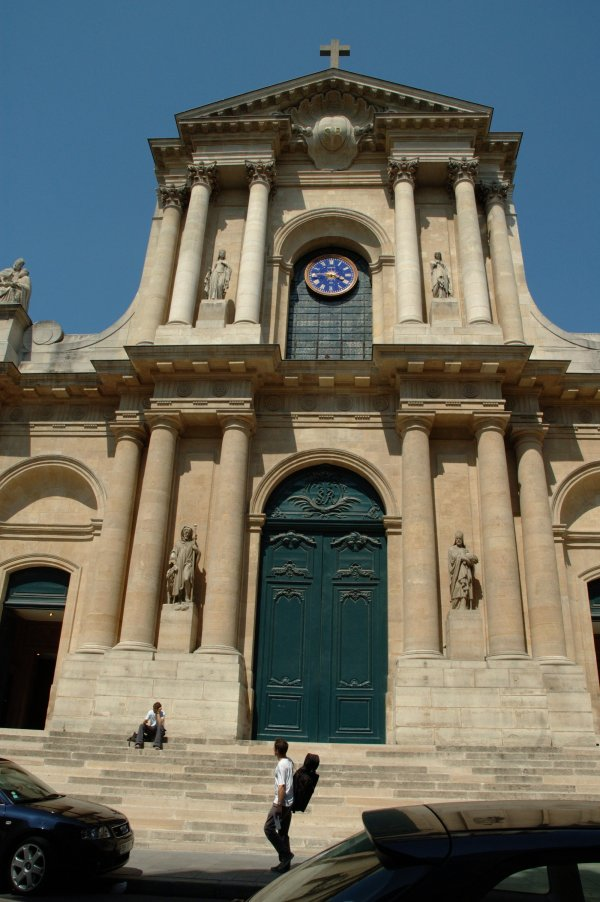
圣罗格堂

圣罗格堂（Église Saint-Roch）是一座罗马天主教天主教堂，位于法国巴黎第一区圣奥诺雷路296号，以巴洛克风格建造，紀念基督教聖人聖洛克。

## 历史
始建于1653年，由路易十四和太后奥地利的安妮奠基，1660年工程停止，1701年重新开始，完成于1754年。法国革命期间，教堂遭到洗劫。